# Lepidiota perkinsi
Lepidiota perkinsi är en skalbaggsart som beskrevs av Blackburn 1912. Lepidiota perkinsi ingår i släktet Lepidiota och familjen Melolonthidae. Inga underarter finns listade i Catalogue of Life.